# Peter Klasen
Peter Klasen, né à Lübeck le 18 août 1935, est un peintre, photographe et sculpteur allemand.
Rattaché au mouvement de la figuration narrative, il compose essentiellement des tableaux mêlant la représentation d'objets industriels à des détails de corps féminins.

## Biographie
À partir de 1955, Peter Klasen commence l'apprentissage des techniques de lithographie et de l'aérographe. Il entre à la Haute école des arts de Berlin. Celle-ci est alors l’école d’avant-garde et bénéficie de la présence de jeunes professeurs formés dans l’esprit du Bauhaus ou de l’expressionnisme allemand, tel Hann Trier (de), important peintre de l’école informelle. Il suit les cours de Will Grohmann, Hans Richter et Karl Schmidt-Rottluff.
En 1959, il arrive à Paris et, en 1960, s'installe dans un atelier rue de Clignancourt.
Dès 1962, il est l’un des fondateurs de la nouvelle figuration. Dans ce mouvement, qui prit également le nom de figuration narrative, se retrouvent notamment Valerio Adami, Erró, Jacques Monory, Bernard Rancillac et Hervé Télémaque.
Sa première exposition personnelle se tient en 1966, à Paris.
En 1977, Klasen rencontre Claudine d’Hellemmes, avec qui il se marie en 1986. Ils ont deux filles, Sydney et Joy.
En 1981, il effectue un séjour à New York.
En 1985, Peter Klasen emménage dans une usine désaffectée de Vincennes qu'il transforme en habitation-atelier.

## Œuvre
Au début des années 1960, Peter Klasen réalise des toiles peintes à l'acrylique appliquée à l'aérographe qui incorporent des collages d'objets, de photographies et de documents. En 1964, il participe à l'exposition « Mythologies quotidiennes » qui réunit 34 artistes de la figuration narrative au musée d'Art moderne de la ville de Paris. En 1968, il entreprend la série des « Tableaux binaires » qui associent des corps et des objets masculins et féminins, souvent menaçants.
En 1974, il commence une nouvelle série inspirée par un travail sur l'enfermement et une réflexion sur l'Holocauste. Elle présente sur de grandes toiles des reproductions peintes d'arrières de camions, de wagons, de grilles, de chaînes, marqués de chiffres, de lettres et de codes visuels de mise en garde.
Dans les années 1980, il exécute une série de toiles qui reproduisent des graffitis photographiés sur le mur de Berlin. En 1991, il réalise Shock Corridor/dead end, une installation inspirée du film de Samuel Fuller qui évoque l'univers concentrationnaire plus que psychiatrique. En 1997, il s'approprie les techniques d'impression numérique pour réaliser de très grands formats qui évoquent des collages sur lesquels il appose des objets, des néons. En 2009, il réalise un dispositif inspiré de la machine de La Colonie pénitentiaire de Franz Kafka.
En 2014, Peter Klasen réalise l'estampe du portfolio créé par Cristel Éditeur d'Art pour le 11e prix Jacques-Goddet (Trophée Carrefour), prix qui récompense chaque année le meilleur article de la presse francophone publié durant le Tour de France.
En 2015, Peter Klasen réalise l'estampe du portfolio créé par Cristel Éditeur d'Art pour le 4e prixDenis-Lalanne (Trophée Roland-Garros), prix qui récompense chaque année le meilleur article de la presse francophone publié durant le tournoi de Roland-Garros.

### Œuvres
- 1973 : Fil de fer barbelé III, huile sur toile, 130 × 89 cm, collection de la Communauté française de Belgique[1].
- 1983 : Porte blindée avec effacements, diptyque, acrylique sur toile, 261 × 400 cm, musée d'Art de Toulon.
- 1986 : Sans titre, acrylique sur carton, 55 × 87 cm, musée d'Art de Toulon.

### Publications
- Pierre Tilman et Peter Klasen, Peter Klasen, Paris, Éditions Galilée, coll. « Écritures/figures », 1979, 225 p. (ISBN 978-2-7186-0156-4).
- Pierre Bourgeade et Peter Klasen, Musée de chair, Paris, Maeght Éditeur, coll. « Duos », 1998.
- Peter Klasen, L'image la ville, Paris, Éditions Jannink, coll. « L'art en écrit », 1999, 400 p. (ISBN 978-2-902462-52-0).
- Peter Klasen et Pascale Le Thorel, Peter Klasen : Œuvres 1959 - 2009, Arles, Actes Sud, coll. « Peinture, BD », 2009, 373 p. (ISBN 978-2-7427-8735-7).
- Renaud Faroux, Yannick Courbès et Peter Klasen, Peter Klasen : La mémoire du regard, l'œuvre photographique, Paris, Archibooks, 2009, 111 p. (ISBN 978-2-35733-074-0).
- Peter Klasen, L'Emprise des signes, portfolio tiré à 250 exemplaires rassemblant une estampe originale de Peter Klasen et un livret biographique de Christophe Penot numérotés et signés à la main par l’artiste et l'auteur, Cristel Éditeur d'Art, 2016.

### Expositions personnelles
- 1963 : première manifestation à Paris chez Mathias Fels de la nouvelle tendance figurative qui tourne le dos à l'abstraction.
- 1964 : galerie Friedrich, Munich, Allemagne.
- 1966 : galerie Mathias Fels, Paris, France ; Galerie Ad Libitum, Anvers, Belgique.
- 1967 : Studio Bellini, Milan, Italie.
- 1968 : galerie Mathias Fels, Paris, France.
- 1969 : New Smith Gallery, Bruxelles, Belgique.
- 1970 : Studio Marconi, Milan, Italie ; Galerie Klang, Cologne, Allemagne.
- 1971 : « Peter Klasen, ensembles et accessoires », rétrospective, ARC, musée d'Art moderne de la ville de Paris, Paris, France.
- 1972 : galerie Mathias Fels, Paris, France ; Galerie Kerlikowsky und Kneiding, Munich, Allemagne ; rétrospective, Palais des beaux-arts, Bruxelles, Belgique.
- 1973 : Studio Santandrea, Milan, Italie.
- 1974 : galerie Vega, Liège, Belgique ; « Peter Klasen: Ausschnitte aus der Wirklichkeit », rétrospective, Wilhelm Lehmbruck-Musem, Duisburg, Allemagne.
- 1975 : galerie Karl Flinker, Paris, France ; Jacques Damase Gallery, Bruxelles, Belgique.
- 1976 : Galleria San Michele, Brescia, Italie ; Studio Santandrea, Milan, Italie.
- 1977 : galerie Protée, Toulouse, France ; galerie Alexandre de la Salle, Saint-Paul-de-Vence, France ; galerie Jacqueline Storme, Lille, France.
- 1978 : galerie Convergence, Nantes, France ; musée de Peinture et de Sculpture, Grenoble, France.
- 1979 : Overbeck-Gesellschaft, Lübeck, Allemagne. Hedendaagse Kunst, Utrecht, Allemagne ; Neue Galerie-Sammlung Ludwig, Aix-la-Chapelle, Allemagne ; « Peter Klasen, Keep out », rétrospectives, galerie Poll, Berlin, Allemagne ; galerie de Larcos, Paris.
- 1980 : « Peter Klasen, gouaches, dessins récents », galerie Jacqueline Storme, Lille, France ; galleria San Michele, Brescia, Italie ; « Espaces Clos », galerie Adrien Maeght, Paris, France.
- 1981 : galerie Cupillard, Grenoble, France ; galerie Convergence, Nantes, France.
- 1982 : « Traces », galerie Adrien Maeght, Paris, France ; « Klasen, peintures récentes », centre culturel Le Parvis, Tarbes, France.
- 1983 : « Peter Klasen, peinture 1977-82 », galerie Maeght, Barcelone, Espagne ; Maison des arts, Montbéliard, France ; « Gestes et Effacements », galerie Adrien Maeght, Fiac, Paris, France ; « Peter Klasen, Neue Bilder », galerie Poll, Berlin, Allemagne.
- 1984 : rétrospective, espace des Cordeliers, Châteauroux, France ; maison de la culture, Orléans, France ; ARCA, Marseille, France ; centre d’action culturelle, Annecy, France ; galerie Birgit Waller, Brême, Allemagne ; rétrospective, musée d’Art contemporain, Dunkerque, France ; galerie Jacqueline Storme, Lille, France ; galerie d’art contemporain, Tours, France.
- 1985 : « Peter Klasen, œuvres 1980-85 », galerie Alexandre de la Salle, Saint-Paul-de-Vence, France ; galerie Convergence, Nantes, France ; galerie Le Miroir d’Encre, Bruxelles, Belgique ; « Klasen, œuvres 1965-1985 », Centre d’arts plastiques, Angoulême, France ; galerie Palais Walderdorff, Trêves.
- 1986 : galerie BBL, Anvers, Belgique ; galerie de Bellecour, Lyon, France ; galerie Loft, Paris, France ; galerie Alexandre de la Salle, Saint-Paul de Vence, France ; « Klasen, œuvres sur carton et collages », galerie Mathias Fels, Fiac, Paris, France ; galerie GKM, Malmö, Suède ; « Peter Klasen, Arbeiten aus 25 Jahren », Kunstamt Wedding, Berlin, Allemagne.
- 1987 : hôtel de ville de Cholet, France ; « Peter Klasen, œuvres de 1961 à 1987 », PACA, Nouveau Théâtre, Angers, France ; « Peter Klasen, rétrospective de l’œuvre peint 1960 à 1987 », Présence Contemporaine, cloître Saint-Louis, Aix-en-Provence, France ; « Rétrospective », musée des Beaux-Arts, Carcassonne, France.
- 1989 : « Histoire des lieux ordinaires », galerie Louis Carré, Paris.
- 1991 : « Shock Corridor/dead end », Fiac, galerie Louis Carré, Paris.
- 1992 : « Exteriors 1991-1992 », galerie Guy Pieters, Knokke-le-Zoute.
- 1994 : galerie Pascal Lainé[2] et Fondation Vasarely, château de Gordes, France.
- 1995 : « Le temps et la ville », villa Tamaris, La Seyne-sur-Mer.
- 1997 : « Travaux publics », Le Cargo, Marseille.
- 1998 : « Femmes de lettres/Iron ladies », galerie Laurent Strouk, Paris.
- 2002 : « Figures d'un monde ordinaire, rétrospective », musée Paul-Valéry, Sète.
- 2005 : « Nowhere Anywhere. Photographies 1970-2005 », Maison européenne de la photographie, Paris ; « I have a dream », galerie San Carlo, Milan.
- 2006 : « Nowhere Anywhere », fondation France-Brésil, Rio de Janeiro, musée Oscar Niemeyer, Curitiba ; « La photographie et son double », galerie Sonia Zannettacci, Genève ; rétrospective, Centre d'art contemporain, Meymac.
- 2008 : « Obras 1965-2007, Havana gesture 2006 », musée national des Beaux-Arts, La Havane.
- 2009 : « Peter Klasen, rétrospective 1959-2009 », Le Tri Postal, Lille et Roncq, France, ainsi qu'au LAAC à Dunkerque.
- 2010 : rétrospective, musées de Sens (4 juillet-26 septembre) ; « Klasen à l'Estaque », Fondation Monticelli, Marseille (novembre).
- 2010 : Rencontres de la photographie d'Arles, France.
- 2011 : « Peter Klasen, rétrospective 1961-2011 », du 29 octobre 2011 au 29 janvier 2012, couvent des Minimes, Perpignan.
- 2012 : « White Spaces Lost Landscapes », galerie Guy Pieters, Knokke-le-Zoute.
- 2013 : rétrospective Peter Klasen, du 5 juillet 2013 au 13 octobre 2013, musée du Touquet-Paris-Plage[3].
- 2013 : « Lost Landscapes », du6 décembre 2013 au 4 janvier 2014, galerie Laurent Strouk, Paris.
- 2015 : « Peter Klasen, dialogue avec les maîtres », du 13 juin 2015 au 30 août 2015, L'aspirateur lieu d'art contemporain, Narbonne, catalogue de l'exposition, texte de Renaud Faroux.
- 2016 : « Peter Klasen. Escale à Saint-Malo », du 25 juin au 24 septembre 2016, Centre Cristel Éditeur d'Art, Saint-Malo[4].

### Expositions collectives
- 2008 : 
  - « Figuration narrative, 1960-1972 », galeries nationales du Grand Palais, du 16 avril au 13 juillet 2008, Paris.
  - « La Figuration narrative », galerie Anne-Marie et Roland Pallade[5], Lyon.
  - « Figurez-vous… », avec Valerio Adami, Erró et Gérard Guyomard, Palais des Arts et du Festival, Dinard, 2021.

### Collections
- Musée Arthur Rimbaud, Charleville-Mézières : œuvre de grand format exposé à partir du 23 janvier 2024 dans la salle Voyages[6]

## Hommages
La commune du Touquet-Paris-Plage, qui a accueilli les œuvres de Peter Klasen en 2013, lui rend hommage en apposant une plaque, avec la signature et les empreintes des mains de l'artiste, sur le sol du jardin des Arts.

## Pour approfondir

### Filmographie
- Klasen, alphabets signalétiques, 2021, film documentaire réalisé Christophe Penot pour l'exposition « Figurez-vous… » organisée par la Ville de Dinard en 2021.